# Celleporella hyalina
Celleporella hyalina är en mossdjursart som först beskrevs av Carl von Linné den yngre 1767.  Celleporella hyalina ingår i släktet Celleporella och familjen Hippothoidae. Arten är reproducerande i Sverige. Utöver nominatformen finns också underarten C. h. marcusi.